# Paralimnophila decorata
Paralimnophila decorata là một loài ruồi trong họ Limoniidae. Chúng phân bố ở miền Australasia.